# Parsiranje
Parsiranje ili sintaksna analiza je proces kod prevođenja izvornog programa, kada se prepoznavaju osnovne strukture programskog jezika: petlja, procedura,....  Sintaktička analiza provodi se odmah nakon leksičke analize, dok program koji obavlja funkcije sintaktičke analize zove se raščlanjivač sintakse i on se može ručno napisati ili se mogu koristiti program pomagač YACC, koji je dostupan kroz slobodan softver.

## Vanjske poveznice
- YACC za operacijski sustav Windows (engleski)  Arhivirana inačica izvorne stranice od 23. travnja 2006. (Wayback Machine)